# Lou Lorenz-Dittlbacher

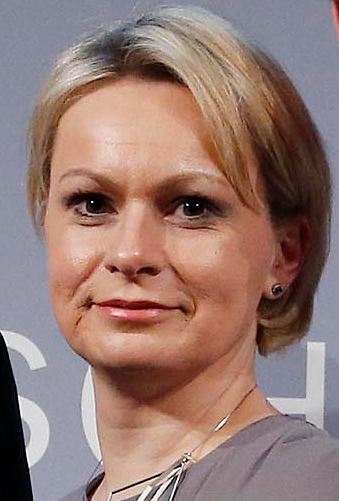
Lou Lorenz-Dittlbacher (2015)

Marielouise „Lou“ Lorenz-Dittlbacher (* 19. August 1974 als Marielouise Lorenz in Wien) ist eine österreichische Journalistin und Fernsehmoderatorin. Von Juli 2010 bis Dezember 2021 moderierte sie die Nachrichtensendung ZIB 2. Seit 1. Jänner 2022 ist sie Chefredakteurin von ORF III.

## Leben
Lou Lorenz entstammt als Einzelkind einer Wiener Mittelstandsfamilie aus Ottakring. Ihre bis dahin berufstätige Mutter gab nach der Geburt der Tochter ihre Berufstätigkeit auf. Nach der Matura studierte Lou Lorenz zunächst Französisch und Latein und gab nebenher Nachhilfe. Nachdem sie ihr Berufsziel, Lehrerin zu werden, aufgegeben hatte, brach sie ihr Studium ab. 1994/95 besuchte sie einen Hochschulkurs für Europajournalismus in Wien und arbeitete als Journalistin für verschiedene Zeitungen, darunter Die Presse, der Kurier, die Wirtschaftswoche und Der Standard.
Ihre Fernsehkarriere begann Lorenz beim privaten Wiener Stadtsender W1. 1999 wechselte sie zum ORF als Redakteurin der Nachrichtensendung Zeit im Bild 3 (ZiB 3), für die sie auch die Kurznachrichten (Newsline) präsentierte. Im Jahr 2003 wechselte sie in die Innenpolitik-Redaktion der Zeit im Bild und präsentierte die ZiB 9 Uhr, an Wochenenden auch die Sendungen um 13 Uhr und um 17 Uhr. Im April 2004 kehrte sie zur ZiB 3 zurück.
2007 übernahm Lorenz die Moderation der neuen ORF-1-Nachrichtenformate ZiB 20 und ZiB 24. Im September 2008 präsentierte sie zur Nationalratswahl gemeinsam mit Roman Rafreider die Diskussionsreihe Wahl 08 – Ihre Frage, in der Spitzenpolitiker auf Jungwähler trafen. Ab Juli 2010 moderierte sie die ZIB 2 um 22.00 Uhr.
Von November 2014 bis März 2015 moderierte sie als Karenzvertretung für Susanne Schnabl den Report.
Bei der Romyverleihung 2015 nahm Lorenz-Dittlbacher gemeinsam mit dem Formaterfinder Matthias Schmelzer den Preis der ROMY Akademie für das Format ZIB 2 History entgegen. In ihrer Dankesrede widmete sie die Romy ihrem Großvater väterlicherseits, der als Kommunist von den Nationalsozialisten in das KZ Dachau verschleppt und dort als politischer Häftling 21 Monate inhaftiert war.
2018 veröffentlichte sie ihr erstes Buch „Der Preis der Macht“ im Residenz Verlag.
Im August 2021 moderierte sie die ORF-Sommergespräche. Ende 2021 wurde sie als Nachfolgerin von Ingrid Thurnher zur Chefredakteurin von ORF III ab 1. Jänner 2022 bestellt. Am 30. Dezember 2021 verabschiedete sie sich nach 11,5 Jahren von der Moderation der ZiB 2.
Lou Lorenz ist mit dem ORF-Journalisten Fritz Dittlbacher verheiratet und tritt seither unter ihrem Ehenamen Lorenz-Dittlbacher auf. 2010 kam ihre gemeinsame Tochter zur Welt. Die Familie lebt in Wien-Ottakring.

## Publikationen
- Der Preis der Macht: Österreichische Politikerinnen blicken zurück, Residenz Verlag, Salzburg 2018, ISBN 978-3-7017-3464-1

## Auszeichnungen
- 2021: Axel-Corti-Preis[10]
- 2022: Romy in der Kategorie Information
- 2022: Medienlöwin in Gold des Österreichischen Journalistinnenkongresses[11]